# Distritos do Cazaquistão

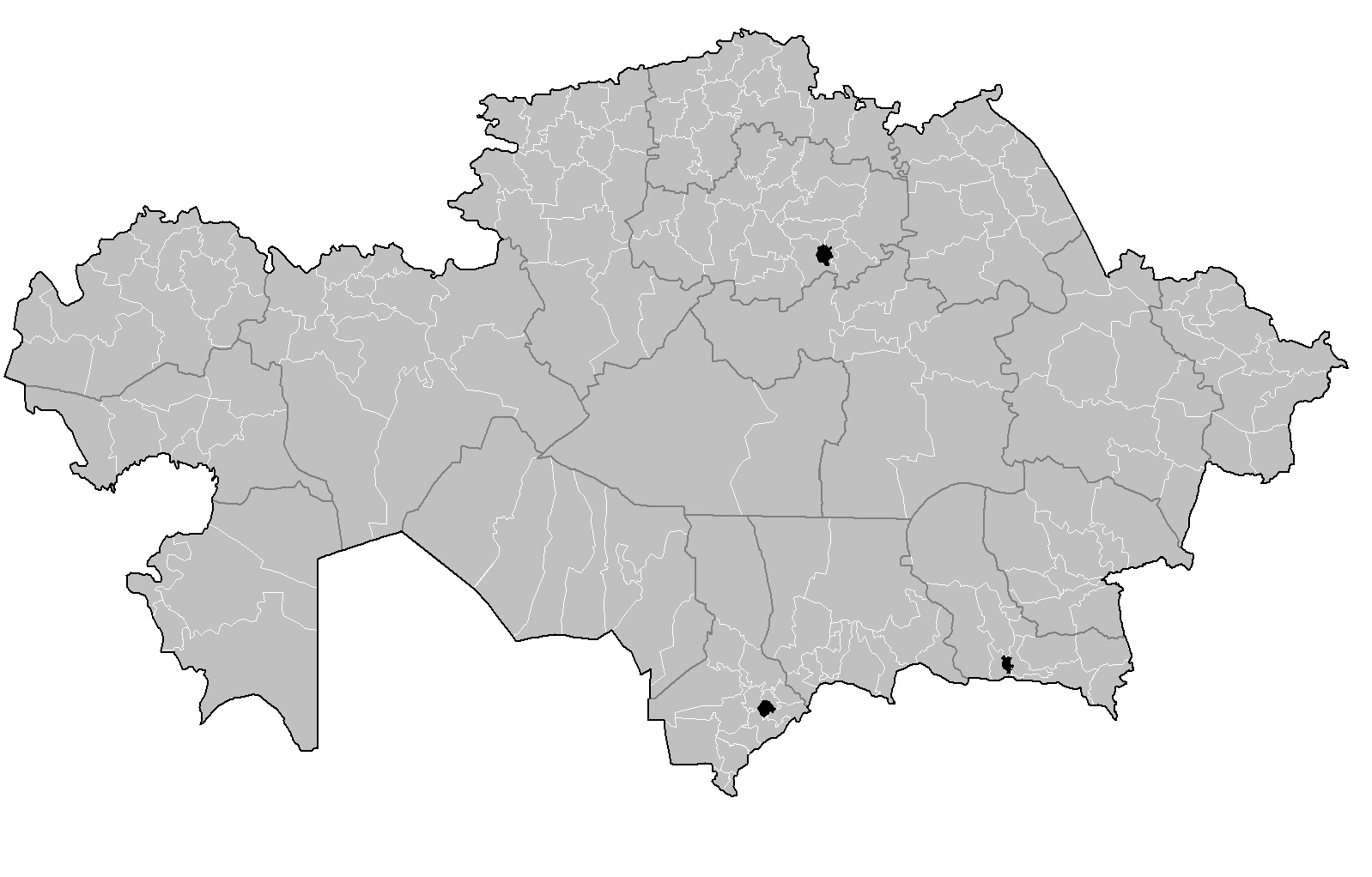
Okresi do Cazaquistão

As províncias do Cazaquistão são divididas em distritos (pl. em cazaque:  аудандар,audandar). Os distritos estão listados abaixo, por província:

## Província deAqmola
- Akkol (distrito)
- Arshaly (distrito)
- Astrakhan (distrito)
- Atbasar (distrito)
- Bulandy (distrito)
- Egindikol (distrito)
- Enbekshilder (distrito)
- Ereymentau (distrito)
- Esil (distrito de Aqmola)
- Korgalzhyn (distrito)
- Sandyktau (distrito)
- Shortandy (distrito)
- Shuchinsk (distrito)
- Zerendi (distrito)
- Zhaksy (distrito)
- Zharkain (distrito)

## Província deAktobe
- Alga (distrito)
- Ayteke Bi (distrito)
- Bayganin (distrito)
- Kargaly (distrito)
- Kobda (distrito)
- Khromtau (distrito)
- Martuk (distrito)
- Mugalzhar (distrito)
- Oiyl (distrito)
- Shalkar (distrito)
- Temir (distrito)
- Yrgyz (distrito)

## Província deAlmaty
- Aksu (distrito)
- Alakol (distrito)
- Balkhash (distrito)
- Enbekshikazakh (distrito)
- Eskeldi (distrito)
- Ile (distrito do Cazaquistão)
- Karasay (distrito)
- Karatal (distrito)
- Kerbulak (distrito)
- Koksu (distrito)
- Panfilov (distrito do Cazaquistão)
- Raiymbek (distrito)
- Sarkant (distrito)
- Talgar (distrito)
- Uygur (distrito)
- Zhambyl (distrito)

## Província deAtyrau
- Inder (distrito)
- Isatay (distrito)
- Kurmangazy (distrito)
- Kyzylkoga (distrito)
- Makat (distrito)
- Makhambet (distrito)
- Zhylyoi (distrito)

## Província deCazaquistão Oriental
- Abay (distrito) [1]
- Ayagoz (distrito)
- Beskaragay (distrito)
- Borodulikha (distrito)
- Glubokoe (distrito)
- Katonkaragay (distrito)
- Kokpekti (distrito)
- Kurshim (distrito)
- Shemonaikha (distrito)
- Tarbagatay (distrito)
- Ulan (distrito)
- Urzhar (distrito)
- Zaysan (distrito)
- Zharma (distrito)
- Zyryanovsk (distrito)

## Província deKaraganda
- Abay (distrito)
- Aktogay (distrito)
- Bukhar-Zhyrau (distrito)
- Karkaraly (distrito)
- Nura (distrito)
- Osakarov (distrito)
- Shet (distrito)
- Ulytau (distrito)
- Zhanaarka (distrito)

## Província deKostanay
- Altynsarin (distrito) [2]
- Amangeldi (distrito)
- Auliekol (distrito)
- Denisov (distrito)
- Fyodorov (distrito)
- Kamysty (distrito)
- Karabalyk (distrito)
- Karasu (distrito)
- Kostanay (distrito)
- Mendykara (distrito)
- Nauyrzym (distrito)
- Sarykol (distrito)
- Taran (distrito)
- Uzunkol (distrito)
- Zhangeldi (distrito)
- Zhetikara (distrito)

## Província deKyzylorda
- Aral (distrito)
- Karmakshy (distrito)
- Kazaly (distrito)
- Shieli (distrito)
- Syrdariya (distrito)
- Zhalagash (distrito)
- Zhanakorgan (distrito)

## Província deMangystau
- Beyneu (distrito)
- Karakiya (distrito)
- Mangystau (distrito)
- Munaily (distrito)
- Tupkaragan (distrito)

## Província deCazaquistão do Norte
- Aiyrtau (distrito) [3]
- Akkayin (distrito)
- Akzhar (distrito)
- Esil (distrito)
- Gabit Musirepov (distrito) (Tselinniy)
- Kyzylzhar (distrito)
- Magzhan Zhumabaev (distrito) (Bulaev)
- Mamlyut (distrito)
- Shal Akyn (distrito) (Sergeyev)
- Taiynsha (distrito)
- Timiryazev (distrito)
- Ualikhanov (distrito)
- Zhambyl (distrito)

## Província dePavlodar
- Akku (distrito)[4][5]
- Aktogay (distrito)
- Bayanaul (distrito)
- Ertis (distrito)
- Kashyr (distrito)
- maio (distrito)
- Pavlodar (distrito)
- Sharbakty (distrito)
- Uspen (distrito)
- Zhelezin (distrito)

## Província deCazaquistão do Sul
- Baydibek (distrito)[6]
- Kazygurt (distrito)
- Maktaaral (distrito)
- Ordabasy (distrito)
- Otyrar (distrito)
- Saryagash (distrito)
- Sayram (distrito)
- Shardara (distrito)
- Sozak (distrito)
- Tole Bi (distrito)
- Tulkibas (distrito)

## Província deCazaquistão Ocidental
- Akzhaik (distrito)
- Bokey Orda (distrito)
- Borili (distrito)
- Karatobe (distrito)
- Kaztal (distrito)
- Shyngyrlau (distrito)
- Syrym (distrito)
- Taskala (distrito)
- Terekti (distrito)
- Zelenov (distrito)
- Zhanakala (distrito)
- Zhanybek (distrito)

## Província deZhambyl
- Bayzak (distrito)
- Korday (distrito)
- Merke (distrito)
- Moiynkum (distrito)
- Sarysu (distrito)
- Shu (distrito)
- Talas (distrito)
- Turar Ryskulov (distrito)
- Zhambyl (distrito)
- Zhualy (distrito)